# 882
882 (DCCCLXXXII) var ett normalår som började en måndag i den julianska kalendern.

## Händelser

### December
- 16 december – Sedan Johannes VIII har avlidit tidigare samma dag väljs Marinus I till påve.

### Okänt datum
- Kievrikets härskare Oleg leder en här, som erövrar Smolensk.

## Födda
- Saadja ben Josef, egyptisk teolog.

## Avlidna
- 20 januari – Ludvig den yngre, kung av Sachsen, Franken och Thüringen sedan 876 samt av Bayern sedan 880
- 5 augusti – Ludvig III, kung av Västfrankiska riket sedan 879
- 16 december – Johannes VIII, påve sedan 872.
- Ansgard av Burgund, drottning av Akvitanien.